# IC 2900
IC 2900 ist eine Galaxie von der Hubble-Sequenz SBb? im Sternbild Löwe. Sie ist schätzungsweise 1,1 Milliarden Lichtjahre von der Milchstraße entfernt.
Das astronomische Objekt wurde am 27. März 1906 vom deutschen Astronomen Max Wolf entdeckt.